# Яне Николов
Яне Бицов Николов или Яне Лошия, Лошийот е български революционер, тиквешки войвода на Вътрешната македоно-одринска революционна организация.

## Биография
Яне Николов е роден около 1850 година в костурското село Мокрени, тогава в Османската империя. Действа като харамия с Начо Ников от Мокрени, Христо Шотов и Никола Филов от Загоричани, и Павли Капитана в четата на Стефо костурчанец. Участва в Кресненско-Разложкото въстание през 1879 година с четата на Павле Янков. Присъединява се към ВМОРО и към 1905 година е тиквешки околийски войвода. На 11 април 1905 година влиза в Македония на път за Костурско с четата си и тази на Борис Илиев, но през август същата година е върнат, поради разногласията в ръководството на Организацията, а по-късно е наново препратен по пътя си.